# Soy lo que soy (álbum)
Soy lo que soy es el cuarto álbum de la cantante argentina Sandra Mihanovich.

## Lista de canciones

### Lado A
| N.º | Título                                                       | Escritor(es)                      | Duración |  |
| 1.  | «Soy lo que soy»                                             | Jerry Herman, Michael Tordjman    | 4:07     |  |
| 2.  | «Como el juez a la verdad»                                   | Óscar Taverniso                   | 3:18     |  |
| 3.  | «Por qué» (Tema de la comedia musical Caligula)              | Martin Bianchedí, Pepe Cibrián    | 4:07     |  |
| 4.  | «Todo sin vos» (Tema de la comedia musical El loco del Asís) | Angel Mahler, Manuel González Gil | 2:46     |  |
| 5.  | «Desnudar nuestros deseos»                                   | José Luis Lopetegui               | 3:10     |  |
| 6.  | «Se metieron con todo»                                       | Sandra Mihanovich, Adela Gleijer  | 2:50     |  |

### Lado B
| N.º | Título                                                | Escritor(es)                                    | Duración |  |
| 7.  | «Una mujer»                                           | Paul Misraki, Carlos Olivari, Sixto Pondal Rios | 4:43     |  |
| 8.  | «Nacer de nuevo»                                      | Sandra Mihanovich, D. Cespedés                  | 4:16     |  |
| 9.  | «Dame más, quiero más»                                | Osvaldo Favrot                                  | 3:58     |  |
| 10. | «Te tengo en casa conmigo»                            | Mario Sajris, Leo Sujatovich                    | 3:02     |  |
| 11. | «Sola en mi» (Tema de la comedia musical George Sand) | Martin Bianchedí, Pepe Cibrián, Angel Mahler    | 4:10     |  |

- Datos: Q15714711